# Кудін (напій)

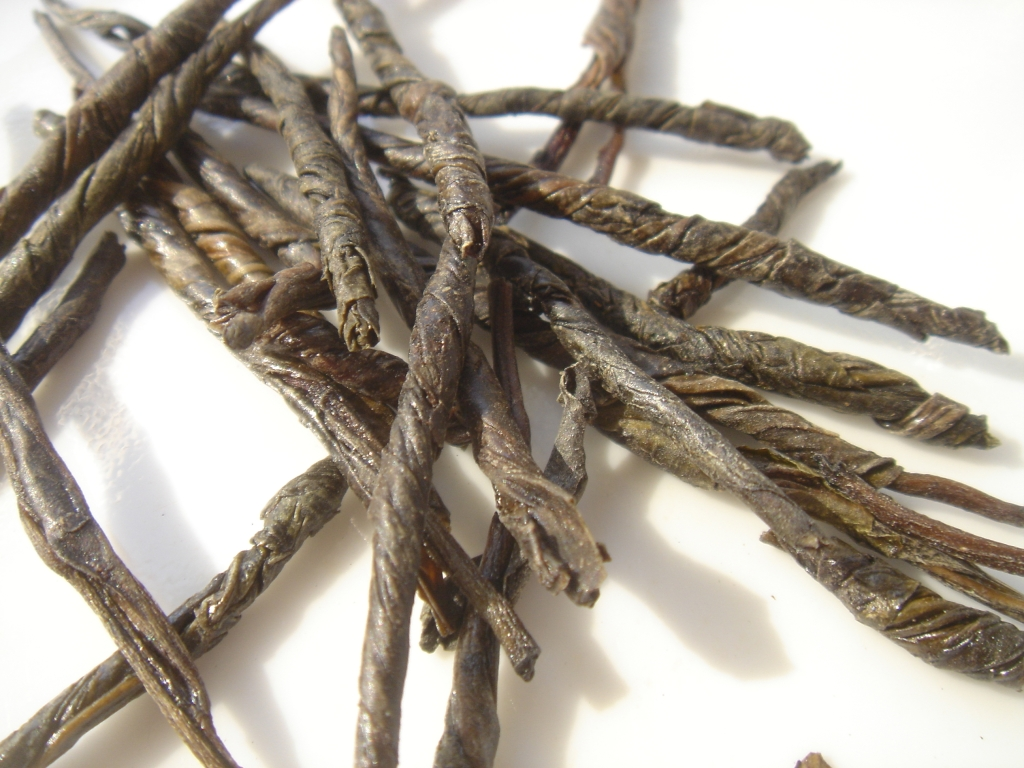
Скручене листя Кудіна, готове до заварювання (Ilex kudingcha)

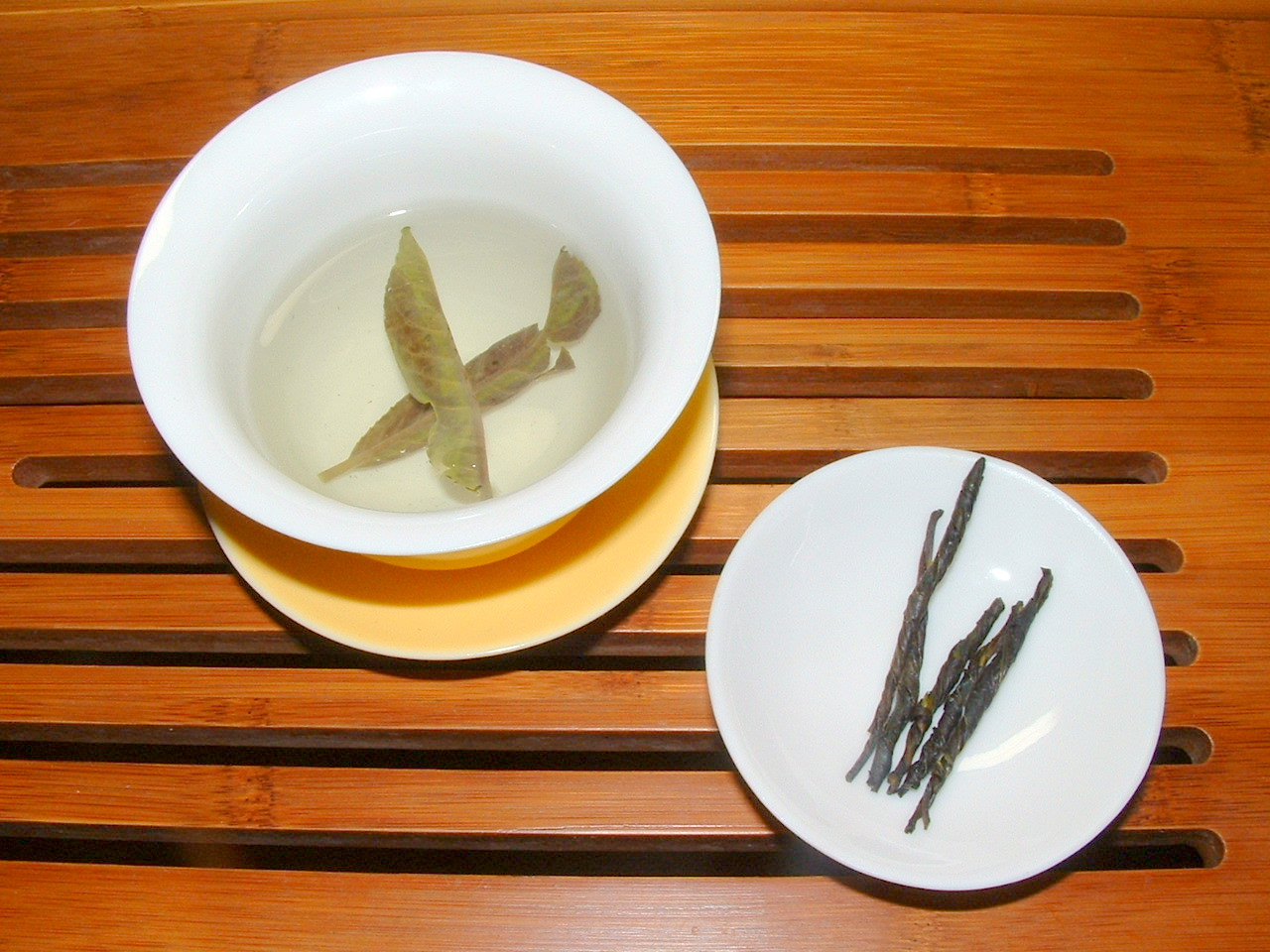
Кудін Ilex kudingcha, «一葉茶»

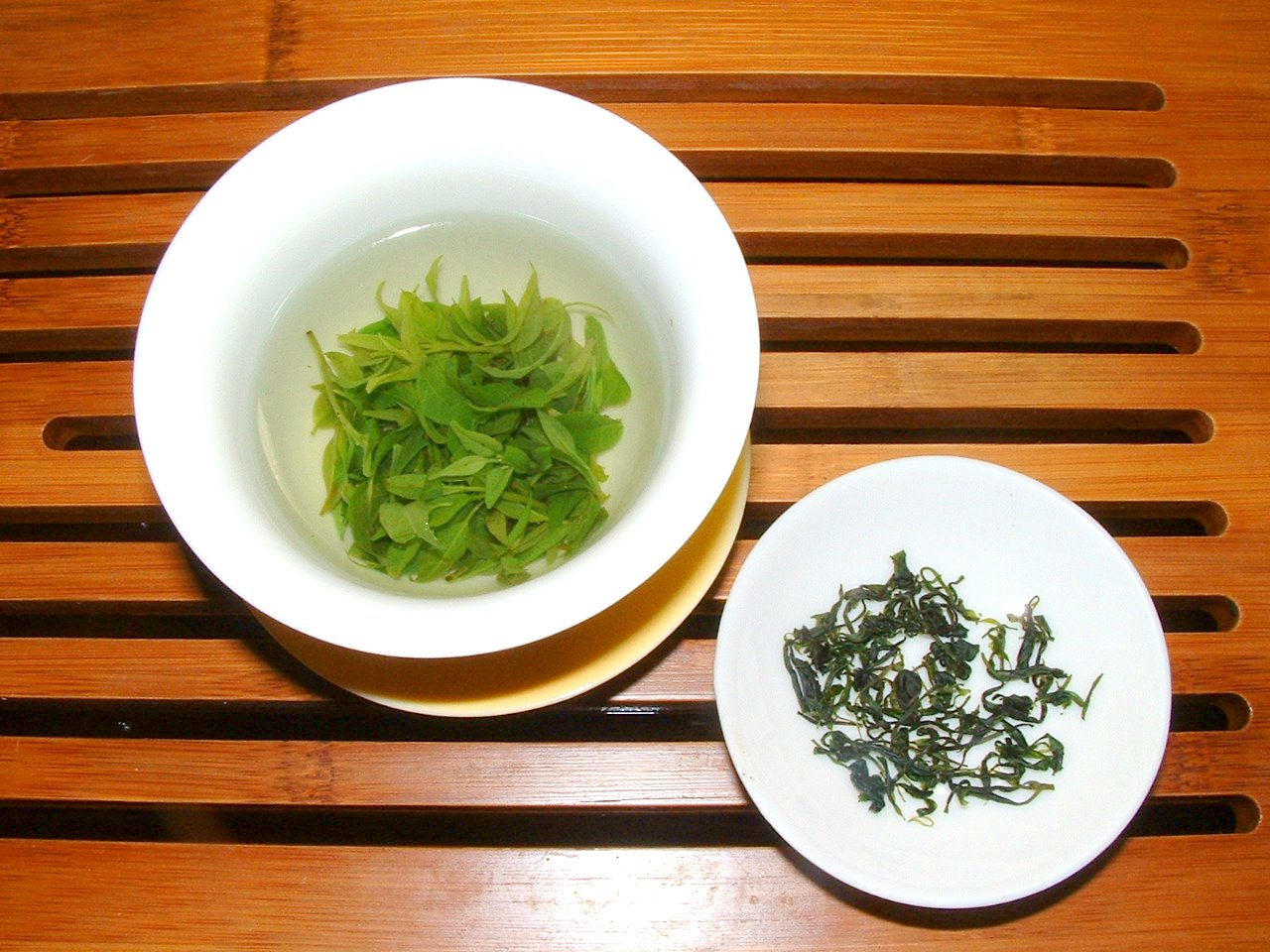
Кудін Ligustrum robustum, «青山緑水»

Кудін, кхудін — китайський напій, який отримують заварюванням висушеного листя падуба широколистого (Ilex kudingcha), рідше — з бирючини виду Ligustrum robustum (другий варіант використувується в провінції Сичуань та в Японії). Належить до Кху Ча — так званих «гірких чаїв».

## Походження
Зазвичай кудін готується із листя падуба широколистого (Ilex kaushue) — субтропічної вічнозеленої рослини, яка належить, як і парагвайський мате, до роду Падуб. В висоту падуб широколистий сягає декількох метрів, кора його буро-чорна або сіро-чорна, гілки товсті, гладкі, молоді гілочки виростають під старими сучками. Листя дерева товсте, шкірясте, розміщення листочків мозаїчне, довжина листка 8–25 см, ширина 4,5–8,5 см. Боки листочків зазубрені, зовнішня і внутрішня сторони листка без «війок», черешок товстий.
На приготування напою йдуть листки, які збирають і обробляють в південних китайських провінціях на вологих тіньових схилах гір, в каньйонах і вздовж берегів проток в змішаних лісах. Підготовлений сухий кудін має декілька різновидів — скручений, спіральний, зв'язаний, листовий, пресований та інші. Вища категорія — Кудін Шуй Сю, зроблений із дрібненьких листочків, зібраних на території провінції Сичуань.

## Цілющі властивості
Традиційна китайська медицина використовує кудін як сечогінний, жарознижувальний, детоксикаційний, протизапальний і бактерицидний засіб. Кудін добре вгамовує спрагу, особливо при захворюваннях, які спричинюють гарячку або сильну діарею. Через здатність полегшувати кашель кудін застосовується при лікуванні бронхіту. Нарешті, стверджують, що він активізує роботу травної системи та покращує розумову увагу та пам'ять, бадьорить, підвищує тонус, «освіжає голову», протидіє утворенню ракових пухлин та допомагає організму протистояти радіації. Деякі дослідження дозволяють припустити, що кудін сприяє циркуляції крові, знижує артеріальний тиск і зменшує рівень ліпідів у крові, включаючи холестерин. Також виявлено, що кудін з листя Ligustrum robustum має антиоксидантні властивості, подібні до таких, які має чай.

## Приготування
Напій готується аналогічно чаю — суха заварка заливається гарячою водою і настоюється. При приготуванні кудіна важливо дотриматись температурного режиму: при заварюванні 100-градусною водою виходить напій з гіркотою полину, при заварюванні 80-градусною водою — напій з тонким, благородним смаком. Особливо люблять кудін китайські лікарі, які п'ють його для підтримання функції серця (напій містить багато калію), а також для уникання застуди). Для заварювання не треба брати багато кудіна — достатньо 1/2 голки на людину.